# 童芷苓
童芷苓（1922年8月21日—1995年7月6日），祖籍江西南昌，生于天津，中国京剧演员，工旦行。

## 生平
童芷苓早年曾在圣功女学、中华戏曲专科学校学习，后回家从师学艺。11岁时便出演《女起解》，此后又演过《武家坡》、《虹霓关》等。1939年，与其父童汉侠一同组建公益社（后改名为苓剧团，其父任社长），演出过《大英杰烈》、《奇双会》、《花田错》等剧目。同年在《大风报》主编沙大风介绍下，拜荀慧生为师，后曾出演《霍小玉》、《元宵谜》、《香罗带》、《红娘》、《红楼二尤》等荀派剧。同时她还钻研四大名旦其余各派之长，曾自学程派《锁麟囊》，1947年又拜梅兰芳为师。后在上海定居，1955年加入上海京剧院，排演过《二度梅》、《赵一曼》、《尤三姐》、《武则天》、《送肥记》、《海港》等风格各异的剧目。同时她还经常涉猎电影，《尤三姐》、《宋士杰》、《傲蕾·一兰》等影片中都有她的身影。 文化大革命期间遭受残酷迫害，文革后任教于上海市戏曲学校。1987年前往美国定居。1995年在美逝世。

## 家庭
童芷苓之兄童遐苓、童寿苓，妹童葆苓，弟童祥苓皆为京剧演员。